# Подол (Вышневолоцкий район)
Подол — деревня в Вышневолоцком городском округе Тверской области.

## География
Находится в центральной части Тверской области на расстоянии приблизительно 18 км по прямой на север от вокзала железнодорожной станции Вышний Волочёк на левом берегу реки Мста.

## История
На карте, где показано состояние местности на 1848 год, деревня уже была отмечена. В 1859 году здесь (деревня Вышневолоцкого уезда) было учтено 40 дворов. До 2019 года входила в состав ныне упразднённого Солнечного сельского поселения Вышневолоцкого муниципального района.

## Население
Численность населения составляла 312 человек (1859 год), 127 (русские 90 %) в 2002 году, 97 в 2010.